# Coles megye
Coles megye az Amerikai Egyesült Államokban, azon belül Illinois államban található. Megyeszékhelye és legnagyobb városa Charleston. Lakosainak száma 46 863 fő (2020. április 1.). Coles megye Douglas, Edgar, Clark, Cumberland, Shelby és Moultrie megyékkel határos.

## Népesség
A megye népességének változása:
| Lakosok száma | 53 935 | 53 758 | 53 659 | 53 697 | 52 521 | 46 863 |
|               | 2010   | 2011   | 2012   | 2013   | 2015   | 2020   |